# Филип П. Вучковић
Филип П. Вучковић (Цетиње, 1908 — Београд, 17. март 1960) био је српски сликар из Црне Горе.

## Биографија
Филип П. Вучковић је школовање започео у Риму, где је похађао средњу техничку школу, а наставио 1924. године на Уметничком лицеју у Венецији, где је дипломирао 1932. По завршетку студија вратио се на Цетиње, где је 1933. приредио самосталну изложбу. Са Цетиња убрзо прелази у Београд, где је живео до рата, а после рата од 1947.
Био је сликар интимног и изражајног стила. Најчешће је сликао пејзаже Црне Горе (Јесењи пејзаж), у којима пригушеним бојама и светлосним ефектима постиже меланхоличну и мистериозну атмосферу. Сликао је и мртве природе – цвеће, као и портрете (Портрет жене), ентеријере (Ентеријер) и мотиве из Горског венца. У соцреалистичком стилу сликао је теме из НОБ-а (Колона).